# Grand Canyon

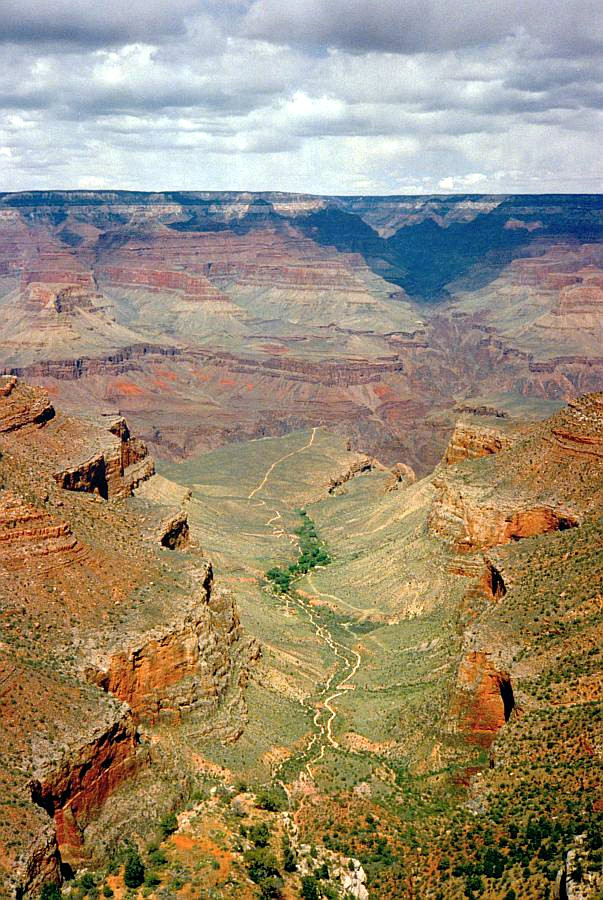
Grand Canyon, nhìn xuống đường mòn Bright Angel. Vùng màu xanh là Indian Gardens, và đường mòn này tới Phantom Ranch tại sống Colorado, có cầu treo để đến Bờ phía Bắc (North Rim).

Grand Canyon hay Hẻm núi lớn là một khe núi dốc được tạo ra bởi sông Colorado ở tiểu bang Arizona của Hoa Kỳ. Grand Canyon nằm trọn gần như trong Vườn Quốc gia Grand Canyon – đây là một trong những vườn quốc gia đầu tiên được thành lập của Hoa Kỳ. Tổng thống Theodore Roosevelt đã chính là người đề xướng việc thành lập này và đã tham quan khu vực này nhiều lần để săn báo sư tử và rất thích cảnh quan ở đây.
Hẻm núi Grand Canyon bị sông Colorado cắt tạo nên một khe núi hàng triệu năm về trước, với độ dài 446 km, rộng 0,4 đến 24 km và sâu hơn 1600 m. Hơn 2 tỷ năm của lịch sử Trái Đất đã được thể hiện nhờ sông Colorado cắt qua từng lớp đất một của Cao nguyên Colorado.
Theo các ghi chép thì người châu Âu đã phát hiện Grand Canyon năm 1540 bởi García López de Cárdenas từ Tây Ban Nha. Các cuộc thám hiểm khoa học đầu tiên về Hẻm núi lớn này được chỉ huy bởi U.S. Major John Wesley Powell cuối những năm 1860. Powell đã gọi các lớp đá sừng sững ở khu vực này là " một cuốn sách vĩ đại". Trước đó rất lâu, khu vực này đã được Thổ dân châu Mỹ định cư và xây các cộng đồng trong thành của vực này.